# Ринг, Эрик
Эрик Карл Хуго Ринг (швед. Erik Karl Hugo Ring; род. 24 апреля 2002, Сёдертелье, Стокгольм) — шведский футболист, нападающий клуба «Линкольн Сити».

## Клубная карьера
Футболом начал заниматься в шестилетнем возрасте в детском отделении клуба «Худдинге». В 2011 году перешёл в «Сегельторпс», в составе которого выступал на юношеском и молодёжном уровне, а также в одной из стокгольмских лиг. В 2017 году перебрался в систему столичного АИК, где начал выступать за команды U16 и U17. С середины апреля 2020 года Ринг стал привлекаться к тренировкам с основной командой, за которую впервые сыграл 4 сентября 2020 года в товарищеском матче с «Норрчёпингом». 9 сентября подписал с клубом профессиональный контракт, рассчитанный до конца 2024 года.
20 сентября 2020 года дебютировал в чемпионате Швеции. В стокгольмском дерби с «Хаммарбю» Эрик Ринг вышел на поле на 2-й добавленной к основному времени матча минуте, заменив Филипа Рогича.
16 января 2023 года Эрик Ринг отправился в аренду в клуб «Хельсингборг»

## Статистика выступлений

### Клубная статистика
| Выступление      | Выступление      | Выступление      | Лига | Лига | Кубки | Кубки | Конт. кубки | Конт. кубки | Итого | Итого |
| Клуб             | Лига             | Сезон            | Игры | Голы | Игры  | Голы  | Игры        | Голы        | Игры  | Голы  |
| ---------------- | ---------------- | ---------------- | ---- | ---- | ----- | ----- | ----------- | ----------- | ----- | ----- |
| АИК              | Аллсвенскан      | 2020             | 1    | 0    | 0     | 0     | 0           | 0           | 1     | 0     |
| АИК              | Итого            | Итого            | 1    | 0    | 0     | 0     | 0           | 0           | 1     | 0     |
| Всего за карьеру | Всего за карьеру | Всего за карьеру | 1    | 0    | 0     | 0     | 0           | 0           | 1     | 0     |